# General Custers letzte Schlacht
General Custers letzte Schlacht (Originaltitel: Son of the Morning Star) ist ein zweiteiliger US-amerikanischer Western für das Fernsehen aus dem Jahr 1991. In den Hauptrollen spielten Gary Cole, Rodney A. Grant und Rosanna Arquette. Regie führte Mike Robe. Der Fernsehfilm basiert auf dem gleichnamigen Roman von Evan S. Connell.

## Handlung
Man schreibt das Jahr 1876: Der Film beginnt an den Ufern des Little Bighorn River, wenige Stunden nach der Schlacht am Little Bighorn. Die Truppen unter General Terry und Colonel Gibbon finden ein riesiges verlassenes Indianerlager vor, als plötzlich drei staubbedeckte Reiter heransprengen. Es handelt sich dabei um Major Marcus Reno, Captain Frederick Benteen und einen Scout der 7. Kavallerie, die unter dem Kommando von Oberstleutnant George Armstrong Custer standen und als eine der wenigen das Massaker am Custer Hill überlebt haben. Sie melden, dass sie schon seit Tagen nichts mehr von ihm und seinem Bataillon gehört haben, dass Fehler gemacht wurden und etwas Schlimmes mit ihnen passiert sein muss. Auf Befehl von General Terry werden sie umgehend abkommandiert, um Custers Abteilung zu suchen. Zu ihrer Bestürzung finden sie bald danach die überall verstreuten und ausgeplünderten Leichen von Custer und seinen Männern in den Hügeln nahe dem Flussufer vor; er und alle seine Soldaten wurden dort offensichtlich von den Indianern eingekesselt und niedergemacht.
In Rückblenden wird danach Custers Werdegang aus der Sicht seiner treuen, liebevollen Frau Elisabeth (Libby) nachgezeichnet. Ihre Erzählung setzt in der Zeit der Kansas-Kampagne Mitte der 1860er Jahre – noch während des amerikanischen Bürgerkrieges ein.
Gleichzeitig wird auch die indianische Perspektive aus der Sicht von Kate Bighead dargestellt, einer jungen Cheyenne-Squaw, deren Wege sich im Lauf der Handlung mehrfach mit denen von Custer kreuzen.
Sie schildert u. a. die Ereignisse rund um das Fetterman-Massaker und der Schlacht am Washita-Fluss. Der Sioux-Häuptling Crazy Horse lockt dabei eine Abteilung der US-Kavallerie in einem Hinterhalt und reibt sie auf. Diese Niederlage schockt die ganze Nation; der draufgängerische, im Volk sehr populäre Kriegsheld General Custer soll die Aufständischen wieder zur Raison bringen. Doch dann wird in den Black Hills Gold gefunden, Goldsucher überschwemmen das (für die Indigenen heilige) Land, die daraufhin von den Indianern gehetzt und getötet werden. Die 7. Kavallerie rückt daher mit anderen Reitereinheiten zu einer Strafexpedition aus, doch die noch frei lebenden Präriestämme wollen sich nicht kampflos in die Reservate deportieren lassen. Unter der Führung von Crazy Horse und Sitting Bull schließen sie sich zum letzten Widerstand gegen die Weißen zusammen. Ein gnadenloser Kampf gegen die Sioux und ihre Verbündeten beginnt.
Am 25. Juni 1876 führen alle diese Ereignisse zur Schlacht am Little Bighorn. Wegen seiner falschen Lagebeurteilung werden Custer und fünf Kompanien seiner Truppen von den Kriegern der Sioux und Cheyenne unter Crazy Horse überrannt und bis auf den letzten Mann getötet. Nur die Abteilungen unter Reno und Benteen entgehen der Vernichtung. Nach der Schlacht rauben die Indianer die Toten aus und gehen wieder getrennt ihrer Wege. Sitting Bull flieht nach Kanada ins Exil, viele der Indianer hoffen indessen durch die Geistertanzbewegung die alten Zeiten wieder heraufzubeschwören und damit auch die Weißen vertreiben zu können, während Crazy Horse noch sechs Monate lang den Kampf alleine fortführt. In Fort Robinson ergibt er sich schließlich und wird dort von einem Soldaten mit einem Bajonettstich getötet, als er sich weigert, in einem Gefängnis eingesperrt zu werden, und fliehen will. Sitting Bull kehrt nach einigen Jahren im Exil wieder in seine Heimat zurück, wird aber wenig später von der Indianerpolizei erschossen. Damit enden die Indianerkriege in den USA.

## Auszeichnungen (Auswahl)
Der Film wurde bei der Primetime-Emmy-Verleihung 1991 in vier Kategorien ausgezeichnet.